# 小牧市市民会館・公民館
小牧市市民会館・公民館（こまきししみんかいかん・こうみんかん）は、愛知県小牧市小牧2丁目107番地にある市民会館と公民館の複合施設である。正式名称は、小牧市市民会館及び小牧市公民館。

## 概要
敷地面積は約22,000平方メートル。建物は鉄筋コンクリート造りで、建築面積が約4,800平方メートル、延床面積が約10,000平方メートル。
市民会館部分は1000人以上を収容する大きなホールで、様々なイベントの会場として利用されている。また地域住民の間では「小牧市民会館」と略されて呼ばれることもある。公民館部分は地上4階・地下1階の構造になっており、会議室などの様々な用途に対応した部屋がある他、小牧市を拠点に活動するいくつかの団体の事務局が置かれている。
市民会館・公民館の共同駐車場はとても広く、こまき令和夏まつりや小牧市民まつりの会場としても利用されている。施設は小牧市が所有し、指定管理者の（一財）こまき市民文化財団が管理・運営を行っている。

## 沿革
- 1971年（昭和46年）7月 - 市民会館（ホール）開館。
- 1972年（昭和47年）4月5日 - 公民館開館。
- 1988年（昭和63年）10月 - 改修工事。
- 2008年（平成20年）10月20日 - 大規模改修工事開始。
- 2009年（平成21年）6月30日 - 大規模改修工事終了[4]。
- 2009年（平成21年）7月1日 - リニューアルオープン。
- 2009年（平成21年）9月5日・9月6日 - 織田信長サミット開催。

## 施設

### 市民会館
- ホール - 1334人収容。コンサートや演劇などの様々な催しが、定期的に行なわれている。
- 楽屋 - 全部で6部屋ある。1・2号室と3・4号室は、それぞれつなげて1つの大部屋としても利用できる。
- リハーサル室 - 全部で2部屋ある。その内の1室は、バレエやダンスなどの練習ができるように、床がフローリングになっている。

### 公民館
1階
- 管理事務所 - 建物入り口のすぐ横にある、この建物を管理する人が常駐する事務所。
- （一財）こまき市民市民文化財団事務局 - こまき市民市民文化財団の事務所。
- 学習室 - 全部で2部屋ある。
- 音楽スタジオ - ピアノが置いてあるほか、CDプレーヤーや拡声器、アンプなどが置いてある（※ 一部有料）。
- 中部フィルハーモニー交響楽団事務局 - 中部フィルハーモニー交響楽団の事務所。

2階
- 講堂 - 360人収容。
- 展示場 - 壁などで仕切られていない、いわゆる「オープンスタイル」の展示空間。
- 和室
- 茶室
- 学習室

3階
- 料理教室 - 調理台を4台完備した教室。
- 学習室 - 全部で2部屋ある。

4階
- 学習室 - 全部で4部屋ある。その内"4の1"と"4の2"の2部屋は、つなげて1つの部屋として利用できる。
- 視聴覚室 - プロジェクターやスライドなどが完備されている（※ 設備の使用は有料）。
- 創作室 - 床がフローリングとなっている部屋。絵画や陶芸、彫刻などの作業場として、利用されている。
- 情報工房
- 映像工房
- ボランティアルーム
- 小牧市国際交流協会事務局 - 小牧市国際交流協会の事務所。市内在住外国人向けの様々な言語に翻訳された市の広報誌や、各国の新聞などが置いてある。
- ローズルーム - 小牧市国際交流協会が主催する外国語教室が行なわれる部屋。
- チェスルーム - 小牧市国際交流協会が主催する外国語教室が行なわれる部屋。
- 小牧市民活動センター - こまき市民活動ネットワークの事務所。小牧市内で活動している様々なNPO法人や団体の情報が貼られている掲示板があるほか、インターネットに接続されたパソコンが置いてあり、登録すれば誰でも無料で利用できる。

### その他
- 駐車場 - 499台収容可能の駐車場。毎年夏と秋に行われている小牧平成夏まつりと小牧市民まつりでは、会場としても利用されている。
  - 原川の落し石 - 駐車場に展示されている3つの石。名古屋城の石垣工事に用いられる予定だったものが、市内を流れる原川に放置されたと考えられている。
- 駐輪場

## 利用者数
1年間に公民館の方は約22万2千人、市民会館の方は約18万7千人の利用者があった（2006年度）。

## 所在地
- 愛知県小牧市小牧2丁目107番地

## 交通手段
- こまき巡回バス「市民会館前」停留所下車。
- こまき巡回バス「市民会館南」停留所下車、徒歩で約5分。
- 名鉄バス 都市間高速バス・桃花台線「小牧駅西」停留所下車、徒歩で約8分。
- 名鉄小牧線 小牧駅下車、徒歩で約10分。

## 周辺
- 国道155号
- 小牧市立第二保育園
- 小牧市立小牧小学校
- 愛知県立小牧高等学校